# Alexander Lake (Nevada)
Der Alexander Lake ist ein Stausee in dem im September 2005 eröffneten Park Huffaker Hills im Süden von Reno, Nevada, sechs Kilometer südlich des Flughafens Reno-Tahoe. Er hat eine Länge von circa 500 Meter in südwest-nordöstlicher und eine Breite von circa 300 Meter in nordwest-südöstlicher Ausdehnung.
Huffaker Hills ist ein baumloser Park auf vulkanischer Aufschüttung, der 2005 mit Wanderwegen erschlossen wurde, um Wanderern die Betrachtung von Wildblumen und in Stadtnähe eine Aussicht auf die umliegenden Gebirge und Berge zu ermöglichen.
Der Stausee befindet sich in Privatbesitz und ist ein Überbleibsel des Feuchtgebietes Double Diamonds.